# DWF donnawomanfemme
 (juin 2024).
DWF donnawomenfemme est un magazine féministe italien fondé en 1977 par Annarita Buttafuoco et Tilde Capomazza.

## Histoire
DWF est un magazine d'études internationales sur  la pensée politique et la culture des femmes en Italie et dans le monde. Chaque numéro comprend une première partie centrée sur le thème énoncé dans l'éditorial; une seconde contenant des essais originaux ou des traductions de textes importants, des essais de jeunes chercheurs, puis des résumés et critiques de livres et de magazines.
Le magazine possède trois périodes:
- Quatre numéros en 1975  et 1976 édité par Bulzone avec le sous-titre Rivista internazionale di studi antropologici storici e sociali sulla donna (Revue internationale d'études anthropologiques historiques et sociales sur les femmes). Le premier numéro est en partenariat avec Ida Magli et Ginevra Conti Odorisio qui quittent la revue pour divergence de stratégies.
- De  fin 1976 à 1985 sous le nom de Nuova DWF donnawomenfemme, Quaderni di studi internazionali sulla donna. Quelques numéros sont édités par l'éditeur Coines qui ferme . En 1978, la décision est prise de former une coopérative Cooperativa Utopia qui publie le magazine de son propre chef.
- En 1986  le titre redevient DFW donnawomenfemme.

Le comité de rédaction est composé de :
- 1976 Annarita Buttafuoco, Tilde Capomazza, Maria Teresa Morreale, Maria Grazia Paolini, Biancamaria Scarcia, Dora Stiefelmeier, Flo Westoby et Luciana Di Lello
- 1981: Annarita Buttafuoco, Silvia Costantini, Donata Lodi, Maricla Tagliaferri, Gabriella Turnaturi
- 1998 Annalisa Biondi, Paola Bono, Patrizia Cacioli, Laura Fortini, Federica Giardini, Paola Masi.

Le magazine est toujours actif.